# Сноу Хил
Сноу Хил (на английски: Snow Hill Island) е вторият по големина остров в архипелага Джеймс Рос, разположен в крайната северозападна част на море Уедъл, попадащо в акваторията на Атлантическия сектор на Южния океан. Остров Сноу Хил се намира в южната част на архипелага, като Адмиралтейския проток на север го отделя от големия остров Джеймс Рос. Североизточно от него е разположен по-малкия остров Сеймур. Дължина от запад на изток 35,1 km, ширина до 15,7 km, площ 371,2 km². Бреговата му линия с дължина 89 km е слабо разчленена. Релефът му равнинен и хълмист с максимална височина 396 m. Целият остров е зает от дебел леден щит.
Източното и част от южното крайбрежие на острова е открито на 6 януари 1843 г. от известния полярен изследовател Джеймс Кларк Рос, ръководител на британската антарктическа експедиция (1840 – 43) в Южния океан, който наименува новооткрития бряг Snow Hill (букв. „снежен хълм“) за разлика от съседния равнинен остров Сеймур. През 1902 – 03 г. шведският геолог Ото Норденшелд извършва детайлни географски изследвания и топографско заснемане на региона и установява, че открития от Джеймс Кларк Рос бряг е част от неголям остров като запазва названието дадено му от Джеймс Кларк Рос.